# Karlov (Bohušov)

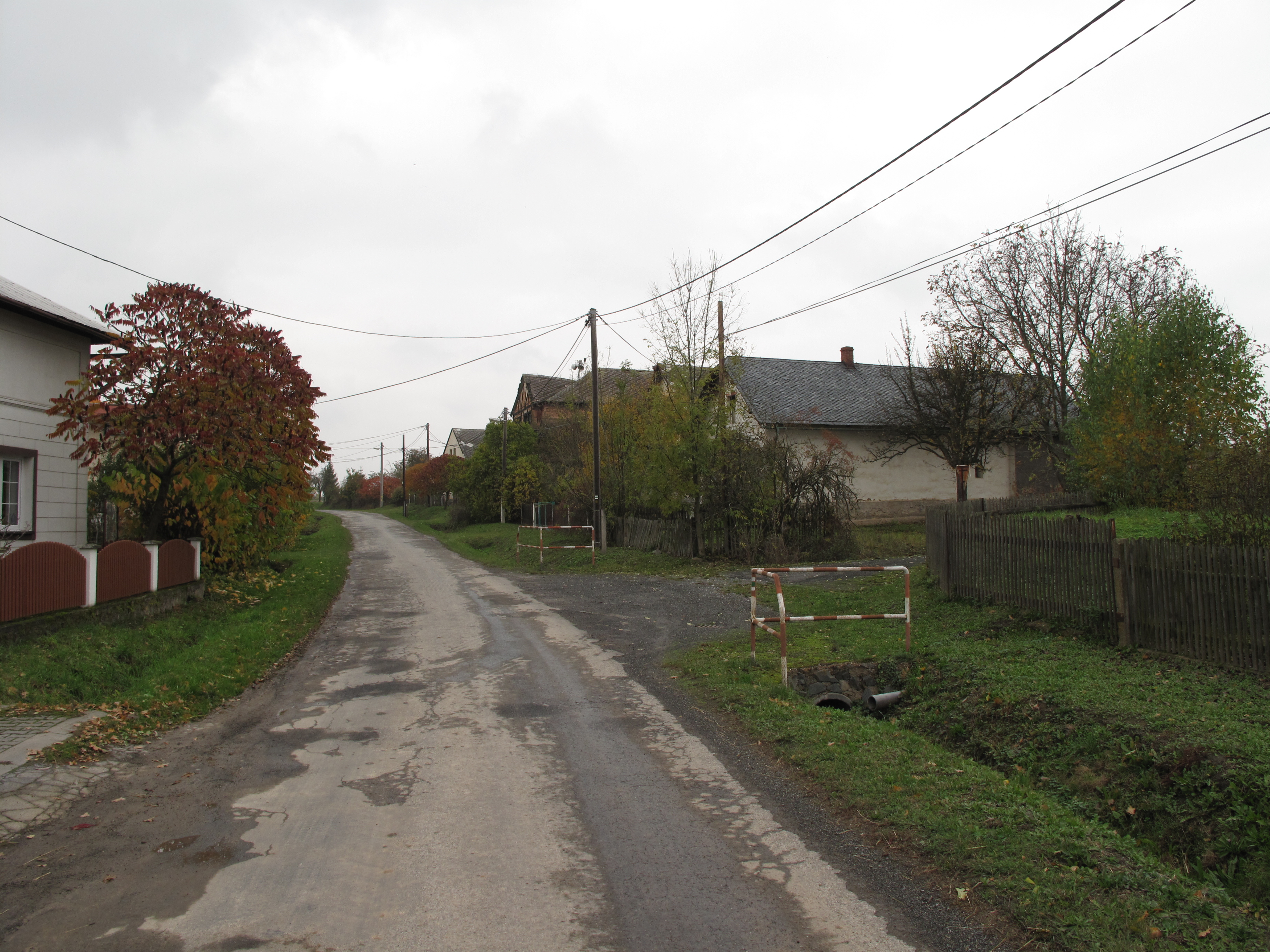
Karlov

Karlov (deutsch Karlsdorf) ist ein Ortsteil der Gemeinde Bohušov (Füllstein) in Tschechien. Er liegt vier Kilometer südwestlich von Osoblaha (Hotzenplotz) und gehört zum Okres Bruntál.

## Geographie
Die Ansiedlung liegt rechtsseitig des Baches Karlovský potok am Rande der Zlatohorská vrchovina (Zuckmanteler Bergland) in der Jindřichovská pahorkatina (Hennersdorfer Hügelland). Nordöstlich erhebt sich die Červenice (Rotkogel, 286 m. n.m.), im Süden der V Pekle (318 m. n.m.), südwestlich der Peklo (320 m. n.m.) sowie im Nordwesten der Dubovec (Eichberg, 336 m. n.m.). Nördlich verläuft die Staatsstraße II/457 zwischen Osoblaha und Zlaté Hory (Zuckmantel).
Nachbarorte sind Hlinka (Glemkau), Rylovka (Rüllenhäuser) und Nové Vrbno (Würbenhof) im Norden, Tošovice (Taschenberg), Osoblaha, Pomorzowiczki (Alt Wiendorf) und Stara Wieś (Neu Wiendorf) im Nordosten, Sławoszów (Amaliengrund) und Bohušov im Osten, Lesní Mlýn (Buschmühle), Dubský Mlýn (Eichmühle), Ostrá Hora (Schärfenberg) und Kampelička (Kampeldörfel) im Südosten, Dolní Povelice (Nieder Paulowitz) und Grundek (Grundeck) im Süden, Horní Povelice (Ober Paulowitz) und Liptaň (Liebenthal) im Südwesten sowie Dívčí Hrad (Maidelberg) und Sádek (Zottig) im Westen.

## Geschichte
Nach 1767 vereinigte Albert Joseph von Hoditz das Lehngut Unter Paulowitz mit weiteren Familiengütern zur Herrschaft Roßwald. Nach dem Konkurs und Tod des Gutsbesitzers Albert Joseph von Hoditz wurde die 1778 an das Bistum Olmütz heimgefallene und überschuldete mährische Lehnsherrschaft Roßwald unter kaiserliche Verwaltung gestellt. Ab 1780 amtierte der neu ernannte Oberdirektor der mährisch-schlesischen Staatsgüter, Hofrat Anton Kaschnitz zu Weinberg, als Zwangsverwalter der Herrschaft Roßwald. Er ließ bis 1784 im Zuge der Raabisation sechs abgelegene Meierhöfe aufheben und parzellieren. Die Kolonie Karlsdorf wurde 1785 unmittelbar südöstlich von Neudörfel auf den Fluren des zum Gut Unter Paulowitz gehörigen Neudörfler Vorwerks angelegt. 17 Familien errichteten auf den erworbenen Parzellen ihre Häuser. Aus den Verkaufserlösen von der Gründung von sieben Kolonien konnte Kaschnitz die Herrschaft sanieren und 1790 wieder an Erzbischof Anton Theodor von Colloredo übergeben, der sie 1791 an Carl Czeike von Badenfeld verkaufte. Aus dem Jahre 1798 sind die Namensformen Carlsdorf bzw. Karlsdorfel überliefert.
Im Jahre 1835 bestand die Kolonie Karlsdorf aus 20 Häusern mit 148 deutschsprachigen und katholischen Einwohnern, die vom Tagelohn lebten. Pfarr- und Schulort war Füllstein. Das Dorf war Teil der großen mährischen Enklave Hotzenplotz. Bis zur Mitte des 19. Jahrhunderts gehörte Karlsdorf zur Lehnsherrschaft Roßwald.
Nach der Aufhebung der Patrimonialherrschaften bildete Karlsdorf / Karlovice ab 1849 einen Ortsteil der Gemeinde Nieder Paulowitz im Gerichtsbezirk Hotzenplotz. Im Jahre 1868 löste sich Karlsdorf von Nieder Paulowitz los und bildete eine eigene Gemeinde. Ab 1869 gehörte Karlsdorf zum Bezirk Jägerndorf. Zu dieser Zeit hatte die Kolonie 148 Einwohner und bestand aus 23 Häusern. Im Jahre 1900 lebten in Karlsdorf 135 Personen, 1910 waren es 133. Nach dem Ende des Ersten Weltkrieges 1918 wurde Karlsdorf Teil der neugegründeten Tschechoslowakei. 1921 wurde der tschechische Ortsname in Karlov abgeändert. Beim Zensus von 1921 lebten in den 27 Häusern der Gemeinde 132 Personen, davon 126 Deutsche und sechs Tschechen. Im Jahre 1930 bestand Karlsdorf aus 29 Häusern und hatte 128 Einwohner; 1939 waren es 130. Nach dem Münchner Abkommen wurde die Gemeinde im Herbst 1938 dem Deutschen Reich zugesprochen und gehörte bis 1945 zum Landkreis Jägerndorf. Nach dem Ende des Zweiten Weltkrieges wurde Karlov 1945 wieder Teil der Tschechoslowakei. Die deutschsprachige Bevölkerung wurde 1946 fast vollständig vertrieben. 1949 wurde Nová Ves eingemeindet. Im Jahre 1950 lebten in den 21 Häusern von Karlov nur noch 75 Personen. 1960 erfolgte die Eingemeindung nach Bohušov. Im Jahre 1961 wurde Karlov in den Okres Bruntál umgegliedert. Der Ortsteil Nová Ves wurde zum 22. Oktober 1970 aufgehoben. Im Jahre 1970 hatte Karlov (einschließlich Nová Ves) 96 Einwohner. 1991 bestand Karlov aus vier Wohnhäusern und hatte zwölf Einwohner. Beim Zensus von 2011 lebten in den 33 Häusern des Ortsteils 30 Personen, davon 20 in Nová Ves (21 Häuser) und 10 in Karlov (12 Häuser).

## Ortsgliederung
Der Ortsteil Karlov gliedert sich in die Grundsiedlungseinheiten Karlov und Nová Ves. Er umfasst die Katastralbezirke Karlov u Bohušova (153 ha) und Nová Ves u Bohušova (197 ha).

## Sehenswürdigkeiten
- Kapelle des hl. Johannes von Nepomuk auf dem Dorfplatz, sie wurde am Übergang vom 19. zum 20. Jahrhundert errichtet und ist seit 2010 als Kulturdenkmal geschützt.[5]